# جان اسمیت (رهبر حزب کارگر)
جان اسمیت (۱۳ سپتامبر ۱۹۳۸ – ۱۲ مه ۱۹۹۴) یک سیاستمدار حزب کارگر بریتانیا بود که از ژوئیه ۱۹۹۲ تا زمان مرگ بر اثر سکته قلبی در مه ۱۹۹۴ به عنوان رهبر مخالفان دولت محافظه‌کار و رهبر حزب کارگر فعالیت کرد. او همچنین عضو حزب کارگر و نماینده مجلس از ناحیهٔ مانکلنس شرقی بود. اسمیت برای اولین بار در سال ۱۹۷۰ وارد پارلمان شد و پس از پست‌های وزارتی به عنوان وزیر انرژی (۱۹۷۵–۱۹۷۶) و وزیر امور خارجه برای دفتر شورای خصوصی (۱۹۷۶–۱۹۷۸)، در اواخر دوره تصدی جیمز کالاهان به عنوان وزیر امور خارجه وارد کابینه شد.
پس از اینکه نیل کیناک، رهبر حزب کارگر در پی شکست غیرمنتظره حزب در انتخابات عمومی سال ۱۹۹۲ به رهبر جدید محافظه کار جان میجر استعفا داد، اسمیت در ژوئیه ۱۹۹۲ به عنوان جانشین وی انتخاب شد. با این حال، رویکرد محتاطانه کلی او نسبت به اصلاحات باعث ناامیدی چهره‌های جناح راست کارگر، مانند تونی بلر و گوردون براون شد. پس از مرگ اسمیت در سال ۱۹۹۴، بلر جانشین وی به عنوان رهبر شد، که به نوبه خود حزب را در انتخابات عمومی بعدی به پیروزی رساند و سه سال بعد نخست‌وزیر شد.

## ایام نخستین زندگی
اسمیت در ۱۳ سپتامبر سال ۱۹۳۷ در منطقهٔ دالمالی از بخش‌های شهر آرگیل اسکاتلند به دنیا آمد. او بزرگ‌ترین فرزند از سه فرزند سارا کامرون و آرچیبالد لیچ اسمیت بود. در زمان تولد اسمیت، پدرش مدیر مدرسه‌ای در پورتناهاون، ایسلی بود. با این حال، دو سال بعد او مدیر مدرسه ابتدایی در آردریشایگ، آرگیل شد که اسمیت در ادامه در آنجا تحصیل کرد. اسمیت از سپتامبر ۱۹۵۲، و قبل از ثبت نام در دانشگاه گلاسکو، به مدرسه دُنون گرامر رفت. او از سال ۱۹۵۶ تا ۱۹۵۹ تاریخ و سپس از سال ۱۹۵۹ تا ۱۹۶۲ حقوق خواند و در سال ۱۹۵۵ به حزب کارگر پیوست.
اسمیت درگیر بحث با انجمن دیالکتیک دانشگاه گلاسکو و اتحادیه دانشگاه گلاسکو شد و در سال ۱۹۶۲ با صحبت با گوردون هانتر برنده مسابقه مناظره آبزرور میس شد. در سال ۱۹۹۵، پس از مرگ او، این مسابقه به افتخار او به نام میز یادبود جان اسمیت تغییر نام داد. در سال ۱۹۶۳، او یک وکیل دادگستری شد و درآمد خود را با کار به عنوان وکیل افترا برای روزنامه‌های دیلی ریکورد و ساندی میل تکمیل کرد.

## فعالیت سیاسی و انتخاباتی
اسمیت برای اولین بار در سن ۲۳ سالگی در انتخابات میان دوره‌ای در سال ۱۹۶۱ در حوزه انتخابیه ایست فایف به عنوان یک نامزد پارلمانی حزب کارگر شرکت کرد. او دوباره در انتخابات عمومی سال ۱۹۶۴ در آن کرسی رقابت کرد. از آنجایی که این یک صندلی امن برای حزب اتحادگرا (که در آن زمان به جای محافظه کاران شرکت می‌کرد) بود، اسمیت در هر دو مورد با فاصله کمی دوم شد. در انتخابات عمومی سال ۱۹۷۰ او به عنوان نماینده پارلمان (MP) در شمال لانرکشایر انتخاب شد و جانشین پگی هربیسون شد. اسمیت اولین سخنرانی خود را در ۱۰ نوامبر ۱۹۷۰ ایراد کرد و در مخالفت با قانون ۱۹۷۰ درآمد خانواده دولت محافظه کار بود. در ۲۸ اکتبر ۱۹۷۱، اسمیت در پیوستن به نمایندگان حزب کارگر به رهبری روی جنکینز برای رای مثبت به ورود به جوامع اروپایی، با فشارهای کارگر مخالفت کرد.